# 이규환 (영화 감독)
이규환(李圭煥, 일본식 이름: 岩本圭煥, 1904년 2월 18일 ~ 1982년 7월 4일)은 일제강점기와 대한민국의 영화감독이다.

## 생애
대한제국 대구 출신이나 어릴 때 경성부로 이주하여 자랐다. 우미관을 드나들며 찰리 채플린의 작품을 보며 성장하였다. 1919년에 대구 계성고등학교의 전신인 계성중학교에 재학 중, 3·1 운동으로 인해 밀양군의 시골 마을에서 2년 동안 피신 생활을 하게 되었다. 이때의 경험은 후에 이규환의 영화 작품에 드러나는 향토적 화면에 영향을 미쳤다.
피신 생활 중에 영화감독이 될 것을 결심하고 1922년에 일본으로 건너가 도쿄에서 영화 공부를 했다. 1928년 경에는 상하이로 가서 1년 정도 머물렀다. 이 곳에서 전창근과 이경손을 만나 교류했다. 다시 일본으로 건너가 교토시의 신코키네마에서 조감독으로 일했다.
1932년에 귀국하여 제작한 작품이 《임자 없는 나룻배》이다. 나운규와 문예봉이 출연한 이 영화는 좋은 평가를 받고 문예봉을 스타의 자리에 올려놓았다. 그러나 이후 제작비 문제 등으로 순탄치 않은 영화 작업을 계속했다. 1937년에는 성봉영화원을 설립하고 로컬리즘 색채가 강한 《나그네》를 내놓아 주목을 받았다. 성봉영화원이 조선영화주식회사로 통합된 뒤 이 회사에 들어가지 않고 만주로 떠나, 일제 강점기 말기의 군국주의 영화 제작에는 거의 참여하지 않았다.
1944년부터 강제징용으로 노역을 하던 중 태평양 전쟁 종전을 맞았다. 라디오 드라마 《똘똘이의 모험》을 영화화하는 등 다시 활동을 시작하였다. 한국 전쟁 후 연출한 《춘향전》(1955)은 전후 대한민국 영화 부흥의 기폭제로 평가받았다. 일제 강점기 한국 영화계를 대표하는 인물 중 한 명이며, 영화의 경향은 민족주의, 서정적 리얼리즘, 향토색으로 주로 설명된다.

## 참고자료
- 강옥희, 이영미, 이순진, 이승희 (2006년 12월 15일). 《식민지시대 대중예술인 사전》. 서울: 소도. 235~240쪽쪽. ISBN 978-89-90626-26-4.